# Backgammon
Backgammon er et brætspil, der spilles af to spillere og består af 1 spillebræt, 2 x 15 brikker, 2 terninger (eventuelt 2 terninger til hver spiller) samt en dobleterning.
Tilfældigheden i terningkastene gør, at backgammon ikke er et 100% færdighedsspil – det sker ofte, at det ikke er den dygtigste spiller der vinder. Over mange spil vil heldet dog udjævnes, og det er da også de samme spillere, der blander sig i toppen ved turneringer.

## Historie
Backgammon er et af de ældste kendte brætspil med rødder over 5000 år tilbage. Nogle af teorierne om oprindelsessted er at det kommer fra flere forskellige lignende spil i Ægypten, Sumer eller Mesopotamien. Man ved, at det blev spillet i Oldtidens Grækenland, og et lignende spil Tabular eller ludus duodecim scriptorum (spillet med de tolv linjer) blev gravet ud fra ruinerne af Pompeji. Tabular blev spredt udover Europa af de romerske legioner, men det overlevede ikke det Romerrigets fald.
Den version af spillet, som er normal i dag, er importeret fra Arabien, hvortil det var kommet fra Persien. Backgammon er omtalt i et spansk manuskript fra det 13. århundrede. Spillet var længe forbudt af kirken. Et af de sidste forsøg på at forbyde spillet var kardinal Wolseys i 1526. Det førte til, at spilmagerne begyndte at skjule brættene. Derfor er backgammon i dag en lille kuffert, der er let at gemme fx i en bogreol.
I løbet af de næste århundreder blev reglerne formaliseret til dem, vi bruger i dag. Dog kom dobleterningen først i 1920'erne i USA. I 1645 blev navnet backgammon brugt, muligvis fra gammon, et middelalderengelsk ord for spil. Navnet kan også have walisisk ophav = hurtig kamp.

## Regler
Spillet spilles på et bræt med 24 spidser, fordelt på 4 kvadranter. Disse nummereres ofte fra 24 til 1, for den ene spiller mod uret startende i fjerneste højre hjørne, og for den anden spiller med uret startende i fjerneste venstre kvadrant. Spidserne 1-6 kaldes spillerens "hjemland", "indre hjemland" eller blot "hjem", mens 7-12 kaldes det "ydre hjemland" eller "ydre land". 13-18 er modstanderens ydre land og 19-24 er modstanderens hjemland.
Hver spiller starter med 15 brikker i én farve. Brikkerne kan stå på spidserne, uden for brættet ("taget af") eller på den lodrette skillelinje mellem kvadranterne ("baren" eller "gærdet").
Målet er at få alle sine brikker til sit hjemland og få dem taget af brættet. Den der når det først har vundet.

### Opstilling og åbningsrullet
Hver spiller starter med
- 2 brikker på spids nummer 24
- 5 brikker på spids nummer 13
- 3 brikker på spids nummer 8
- 5 brikker på spids nummer 6

Ved spillets begyndelse kaster hver spiller én terning; den der slår højest begynder med det slag de to terninger viser. Ved lige antal øjne slås om, indtil terningerne viser forskelligt.

### Trækkene
Efter åbningsslaget skiftes spillerne til at slå med to terninger, og om muligt flytte en eller flere brikker. Først flyttes en brik så mange spidser frem som en af terningerne viser, derefter flyttes en brik (eventuelt den samme) ifølge den anden terning.
Brikkerne flyttes altid fra højere numre til lavere. Da spidserne er forskelligt nummererede for de to spillere (spids 1 er lig spids 24 for modstanderen osv.), flytter de modsatrettet af hinanden, hvorved deres brikker kommer i konflikt med hinanden.
Hvis en spiller slår det samme med begge terninger (et såkaldt dobbeltslag eller passlag), skal han flytte i alt 4 x dette antal øjne, medmindre det ikke er muligt fordi nogle af spidserne er blokerede af modstandernes brikker.
Slås der et dobbeltslag, f.eks. 2 + 2, skal spilleren således ikke blot rykke 2 x 2 spidser frem, men derimod 4 x 2 spidser frem. Ses der bort fra eventuelt blokerede spidser, kan dette gøres på flere forskellige måder, f.eks. ved at rykke 1 brik 8 spidser eller 2 brikker hver 4 spidser eller 1 brik 6 spidser og 1 anden brik 2 spidser frem, i alt 8 spidser.
Lander en brik hvor der står præcis én af modstanderens brikker, bliver denne "slået hjem" og anbringes på gærdet. Modstanderen skal nu bringe denne brik i spil, før han må flytte med sine øvrige brikker. Det gøres ved at flytte, som om brikken stod på en imaginær spids 25 – og brikken kan således med én terning flyttes til spidserne 19-24.
En brik kan ikke lande på en spids, hvor der står to eller flere af modstanderens brikker – spidsen er blokeret. En stor del af spillets strategi går ud på at undgå at blive slået hjem og samtidig blokere for modpartens brikker.

### Udtagning og gevinst
Når en spiller har fået alle sine brikker samlet på spidserne 1-6, kan han bruge terningslagene til at tage en brik "ud" fra en spids der svarer til det terningen viser. Har han ingen brikker på spids 6, kan han bruge en 6'er til at tage en brik ud fra spids 5, har han heller ingen brikker på spids 5, kan han bruge 6'ere og 5'ere til at tage en brik ud fra spids 4, osv. Hvis spilleren slår en 6'er og en 2'er og har brikker på begge spidser, Skal spilleren rykke de ramte brikker ud. Hvis en spiller får taget alle sine brikker af før sin modstander, har han vundet spillet.
I match play spilles der til et bestemt antal point, typisk et ulige antal, og der kan her vindes mere end et point ad gangen. Det kan ske ved at antallet af point der spilles om undervejs i partiet bliver fordoblet ved at dobleterningen tages i brug, og/eller ved at der vindes enten en gammon (2 point x dobleterningens værdi) eller en backgammon (3 point x dobleterningens værdi). Da backgammon er et nulsumsspil, vinder den vindende spiller altid det samme antal point som den tabende spiller taber i et givent parti.
Når der ikke er doblet i et parti, er dobleterningen placeret midten på brættet, men der kan stadig vindes gammon og backgammon. En gammon opstår, når den tabende spiller ikke har nået at tage en eneste brik af, når partiet er spillet færdigt, men dog har nået at få sine brikker ud af den vindende spillers hjemland. En backgammon opstår derimod, når den tabende spiller ikke har nået at tage en eneste brik af og samtidig har mindst én brik i den vindende spillers hjemland eller på gærdet, når partiet er spillet færdigt.
I pengespil gælder tilsvarende regler for gammon og backgammon, dog med den forskel at der ikke her spilles til et bestemt antal point, men blot spilles et parti ad gangen så længe spillerne ønsker at fortsætte.

### Dobleterningen
Med dobleterningen kan spillerne øge den indsats, der spilles om, undervejs i et parti. Det har flere funktioner.
For det første kan det øge hastigheden af spillet betydeligt, idet hvert parti ikke behøves at blive spillet færdigt, idet man så at sige kan "doble modstanderen ud". I match play hvor der spilles til et bestemt antal point betyder det endvidere, at man ikke behøver spille så mange partier.
For det andet tilføjer det en yderligere strategisk dimension til spillet, eftersom korrekt brug af dobleterningen ofte er en kompleks afvejning mellem de potentielle fordele og ulemper ved at doble eller ej.
Der rulles ikke med dobleterningen, da den blot er en markør der typisk er udformet som en 6-kantet terning med værdierne 2,4,8,16,32 og 64. Denne specialterning er mere eller mindre arbitrær, da den i modsætning til normale terninger ikke benyttes som tilfældighedsgenerator. I princippet kan der redobles til langt mere end 64, dvs. til værdierne 128,256,512... etc. En spiller kan dog kun benytte dobleterningen, når det er hans tur til at rulle, og kun hvis han har adgang til den, hvilket sætter naturlige grænser for hvor højt dobleterningens værdi kan komme op i et normalt spil.
Når et spil startes, er dobleterningen placeret på midten af gærdet med tallet 64 vendt opad, og den siges da at være "centreret med værdien 1". Så længe den forbliver centreret har begge spillere adgang til at benytte den når de er på rul.
Ønsker en spiller at doble til 2 (initialdoble) tager han umiddelbart før sit rul dobleterningen fra gærdet og giver den til modstanderen pålydende værdien 2. Accepteres doblingen spilles der nu om dobbelt indsats. Hvis doblingen afvises taber den doblede spiller den værdi som dobleterningen før doblingen var på, i dette tilfælde 1 point.
Når en spiller har accepteret en dobling flyttes dobleterningen over til den doblede spillers side af brættet, og det er nu kun ham der har adgang til at benytte den. Hvis den doblede spiller senere i partiet ønsker at øge indsatserne (redoble) kan han give dobleterningen til modstanderen pålydende det dobbelte af den nuværende værdi, i dette tilfælde 4.
Der er forskellige regler tilknyttet brugen af dobleterningen, afhængigt af om der er tale om match play eller pengespil.
I match play er det standard at benytte Crawford reglen (opkaldt efter ophavsmanden, John R. Crawford), der siger, at når den ene spiller kun mangler 1 point, må dobleterningen ikke benyttes. Et sådant parti kaldes et crawfordparti. Hvis matchen ikke afsluttes i crawfordpartiet, må dobleterningen igen benyttes.
I pengespil benyttes jacobyreglen ofte (opkaldt efter ophavsmanden, Oswald Jacoby), der medfører, at der ikke kan vindes gammon (2 point) eller backgammon (3 point), medmindre dobleterningen er anvendt i partiet. Glemmer spilleren at doble i et pengespil med denne regel, får han blot 1 point uanset om han vinder normalt, gammon eller backgammon.
En anden meget anvendt pengespilregel er den såkaldte beaver regel, der giver den doblede spiller mulighed for at redoble umiddelbart uden at miste adgangen til dobleterningen. Hvis spiller A dobler spiller B til 2, kan spiller B "beaver" doblingen og vende terningen til 4. Hvis spiller A accepterer dette har spiller B nu mulighed for at redoble spiller A til 8 når han er på rul. Hvis spiller A ikke accepterer beaveren, mister han den værdi dobleterningen kom på i og med han doblede, i dette tilfælde 2 point. Dette kan forekomme hvis spiller A efterfølgende indser at han lavede en grov fejl ved at doble til at starte med.
Nogle gange benyttes den såkaldte raccoon regel, som er en ekstension til beaver reglen. Den giver den doblende spiller mulighed for at vende dobleterningen til den næste værdi, hvis den doblede spiller beaver doblingen. I forlængelse af eksemplet ovenfor kommer spiller B derved til at have dobleterningen på 8, og har nu mulighed for at redoble spiller A til 16 når han er på rul. Hvis spiller B ikke accepterer raccoonen, taber han den værdi dobleterningen kom på i og med at der blev beavered, i dette tilfælde 4 point. Dette kan forekomme hvis spiller B indser, at han lavede en grov fejl ved at beaver.
Beaver og raccoon reglerne er især fornuftige, hvis man mener modstanderen begår en fejl ved at vende dobleterningen til den næste værdi, men de kan naturligvis også blot benyttes til at øge indsatserne, hvis man ønsker at gamble.

## Turneringer
Backgammon spilles som en seriøs tankesport, og der afholdes såvel nationale som internationale mesterskaber i spillet. World Backgammon Association arrangerer hvert år en European Backgammon Tour, hvor de deltagere der har scoret flest point undervejs på touren mødes i finalen og kæmper om titlen. Dansk backgammon Forbund (DBgF) arrangerer hvert år de åbne nordiske mesterskaber, som er en af verdens største turneringer med deltagere fra mange nationer. På nationalt plan arrangerer DBgF endvidere danmarksmesterskaber, både individuelt og for hold.
Der har været afholdt verdensmesterskaber siden 1967. Fra 1978 fast i Monte Carlo og seks danskere har vundet titlen:
- 1993: Peter Jes Thomsen
- 2002: Mads Andersen
- 2004: Peter Hallberg
- 2008: Lars Trabolt
- 2010: Lars "Buster" Bentzon
- 2012: Nevzat Dogan

## Trictrac
Trictrac er en variant af Backgammon, som blev opfundet i Frankrig omkring år 1500.